# George Moorhouse
George Moorhouse (Liverpool, Inglaterra, 4 de maio de 1901 - 13 de julho de 1982) foi um futebolista norte-americano de origem inglesa. Ele competiu na Copa do Mundo FIFA de 1930, sediada no Uruguai, na qual a seleção de seu país terminou na terceira colocação dentre os treze participantes.